# Osadnik

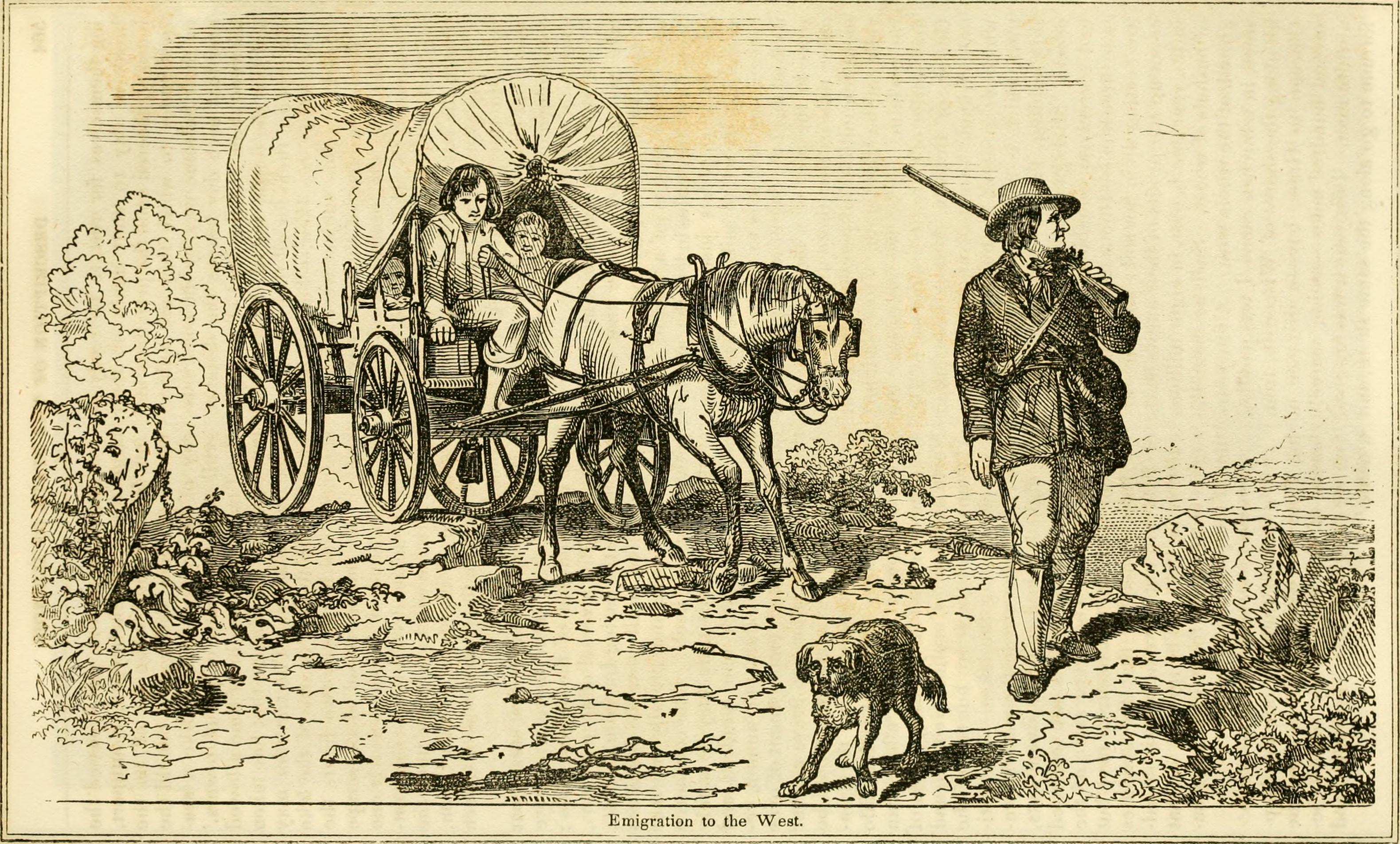
Rysunek przedstawiający amerykańskich osadników

Osadnik – osoba pochodząca z innego regionu kraju, innego kraju lub kontynentu zakładająca (w grupie) osady (lub miasta) na terenach słabo rozwiniętych, słabo zaludnionych lub niezamieszkanych, albo też przejętych od innego państwa czy właściciela na drodze zbrojnej (wojna) lub pokojowej (traktat pokojowy, nabycie). Osadników nazywano także kolonistami lub pionierami.

## Znani z historii osadnicy
- koczownicy, którzy w okresie ok. 20 000–65 000 lat temu przedostali się z południowo-wschodniej Azji do Australii (Aborygeni) lub z północno-wschodniej Azji przez pomost lądowy w rejonie dzisiejszej cieśniny Beringa do Ameryki (Indianie)
- Polinezyjczycy, którzy dzięki umiejętnościom żeglarskim zasiedlili stopniowo w latach 1500–1000 p.n.e. rozległe obszary Oceanu Spokojnego
- osadnicy greccy zakładający na zlecenie greckich państw-miast kolonie w okresie wielkiej kolonizacji (od VIII do VI w. p.n.e.),
- osadnicy niemieccy, którzy w średniowieczu na zaproszenie władców czeskich, polskich, węgierskich, śląskich lub pomorskich oraz na zlecenie zasadźcy na podstawie przywileju lokacyjnego pana feudalnego lokowali wsie i miasta, m.in. Sasi siedmiogrodzcy osiedli na terenach Siedmiogrodu
- osadnicy chrześcijańscy, najczęściej rycerze zakonni, opanowujący obszary zamieszkane przez plemiona pogańskie pod pretekstem krzewienia chrześcijaństwa (chrystianizacji); jednym z przykładów jest opanowanie zamieszkałych m.in. przez Prusów i Jaćwingów terenów późniejszych Prus Wschodnich, niektórych ziem polskich i litewskich oraz dzisiejszej Łotwy i Estonii przez zakon krzyżacki,
- osadnicy wołoscy na obszarze Karpat,
- osadnicy syberyjscy, początkowo kupcy nowogrodzcy i Kozacy z Wielkiego Księstwa Moskiewskiego, kolonizujący Syberię, w XIX w. częstą postacią osadnika był przymusowy zesłaniec lub katorżnik
- osadnicy europejscy kolonizujący Amerykę od jej odkrycia w 1492, w tym koloniści:
  - hiszpańscy zasiedlający Amerykę Południową i Północną
  - francuscy m.in. w Kanadzie (Nowa Francja)
  - angielscy m.in. w Ameryce Północnej
  - portugalscy w Brazylii
  - holenderscy zasiedlający w I połowie XVII w. Nowe Niderlandy (okolice Nowego Amsterdamu na zlecenie VOC) oraz Antyle Holenderskie
  - szwedzcy i fińscy m.in. nad rzeką Delaware
- przymusowi osadnicy, więźniowie z Anglii, Szkocji i Walii, wysyłani od 1787 na odbycie kary do Australii i Nowej Zelandii, z których większość po odbyciu kary osiedlała się tam na stałe
- koloniści józefińscy, osadnicy cesarza Józefa II w końcu XVIII w. w Galicji,
- koloniści fryderycjańscy, niemieckojęzyczni, zwykle ewangeliccy osadnicy osiedlani przez króla Prus Fryderyka II w drugiej połowie XVIII w. na terenie Śląska
- osadnicy amerykańscy kolonizujący w wiekach XVIII–XIX Dziki Zachód USA,
- osadnicy żydowscy w Palestynie,
- osadnicy wojskowi w Polsce: w okresie międzywojennym na Kresach Wschodnich oraz w końcowym okresie lub po zakończeniu II wojny światowej na Ziemiach Odzyskanych

## Gry komputerowe
Osadnicy występują także w wielu strategicznych grach komputerowych opartych na scenariuszu budowy cywilizacji oraz w grach sandboksowych typu Minecraft.